# Хауса (языковая группа)
Ха́уса (также хауса-гвандара, языки группы A.1; англ. hausa, hausa-gwandara, west chadic A.1) — группа языков, входящая в состав западночадской подветви западночадской ветви чадской семьи. Область распространения — северные и центральные районы Нигерии, а также прилегающие к Нигерии районы Нигера (исконный ареал языков хауса и гвандара), Бенин, Буркина-Фасо, Кот-д’Ивуар, Чад, Судан, Камерун, Гана, Того и другие страны. Включает два языка — хауса и гвандара. Общая численность говорящих — порядка 47 млн человек.
Наряду с группой хауса (или A.1) в составе западночадской подветви (или подветви A) выделяют группы боле-тангале (или A.2), ангасскую (или A.3) и рон (или A.4). Согласно данным лексикостатистики, праязык хауса раньше всех отделился от всего остального собственно западночадского ареала (потомками которого являются языки рон, боле-тангале и ангасские).
Письменность на языке хауса основана на латинице, для традиционной и религиозной исламской литературы продолжает употребляться письмо аджами на основе арабской графики. Язык гвандара — бесписьменный.

## Классификация
Группа хауса, включающая два языка, хауса и гвандара, выделяется во всех классификациях чадских языков: в частности, в классификации американского лингвиста Пола Ньюмана, в классификации афразийских языков британского лингвиста Р. Бленча, в классификации чешского лингвиста В. Блажека, в классификации, опубликованной в справочнике языков мира Ethnologue, в классификации, представленной в работе С. А. Бурлак и С. А. Старостина «Сравнительно-историческое языкознание», и в классификации, предложенной в статье В. Я. Порхомовского «Чадские языки», которая опубликована в лингвистическом энциклопедическом словаре.
В классификации, основанной на работах П. Ньюмана (представленной в базе данных по языкам мира Glottolog), представлены следующие языки и диалекты группы хауса (обозначенной как группа A.1):
- хауса:
  - адерава;
  - дамагарам;
  - давра;
  - восточные диалекты: хадеджия, кано, катагум;
  - гайя;
  - курфей;
  - западные диалекты: адарава, гобирава, кацина, кеббава, сокото, замфарава;
- гвандара: восточный гвандара, гвандара гитата, гвандара караши, гвандара коро, южный гвандара, нимбиа.

В составе западночадской подветви A на сайте Glottolog языки хауса (группа A.1) противостоят боле-ангасским языкам  (группа A.2-3) и языкам рон (группа A.4).
Состав группы хауса согласно публикациям Р. Бленча:
- хауса:
  - восточные диалекты: кано, катагум, хадеджия;
  - западные диалекты: сокото, гобирава, адарава, кеббава, замфарава;
  - северные диалекты: кацина, арева;
- гвандара:
  - центральный диалект: гвандара караши;
  - западный диалект: гвандара коро;
  - южный диалект: кьян кьяр;
  - восточные диалекты: тони, гвандара гитата, нимбиа (гвандара баса).

В пределах западночадской подветви языки хауса в классификации Р. Бленча противопоставляются языкам группы боле-нгас и языкам группы рон. Группа хауса выделяется наряду с боле-ангасскими языками и языками рон также в исследовании чешского лингвиста В. Блажека.
Состав группы A.1 (хауса) в соответствии с классификацией, представленной в справочнике языков мира Ethnologue:
- хауса:
  - восточные диалекты: кано, катагум, хадеджия;
  - западные диалекты: сокото, кацина, гобирава, адарава, кеббава, замфарава;
  - северные диалекты: арева, арава;
- гвандара: гвандара караши, гвандара коро, южный гвандара (кьян кьяр), восточный гвандара (тони), гвандара гитата, нимбиа.

В пределах западночадской подветви языки хауса на сайте Ethnologue противопоставляются языкам группы боле-тангале (или A.2), языкам ангасской группы (или A.3) и языкам группы рон (или A.4).
Точно так же и в классификации, опубликованной в работе С. А. Бурлак и С. А. Старостина «Сравнительно-историческое языкознание», языки хауса включаются в подветвь собственно западночадских языков наряду с языками ангасской группы (обозначенной как группа сура-герка), с языками группы рон и с языками группы боле-тангале.

## Ареал и численность

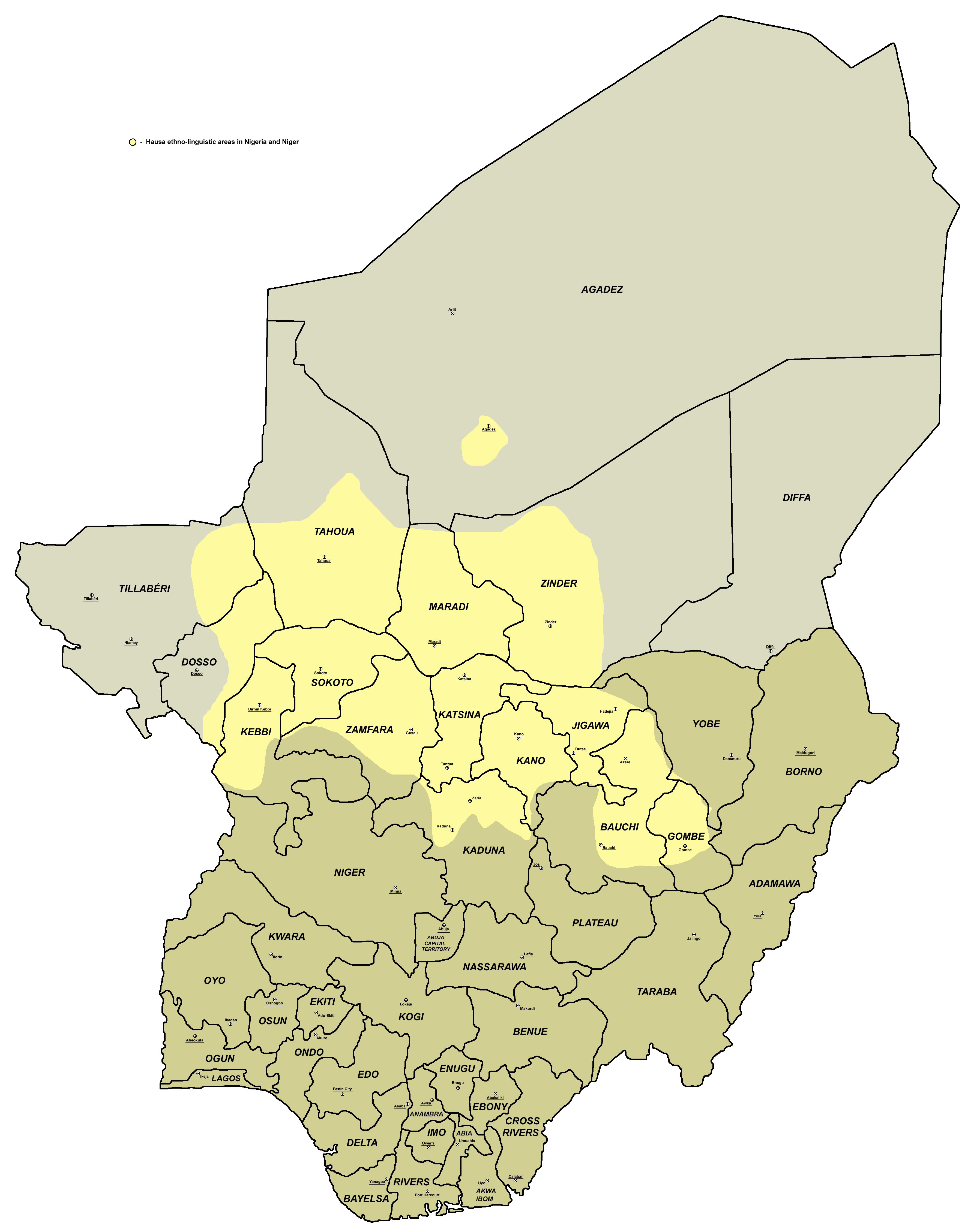
Ареал языка хауса в Нигере и Нигерии

Исконный ареал языка хауса — северные районы Нигерии и юго-восточные районы Нигера. В результате миграций и торговой экспансии народа хауса язык хауса распространился в соседних странах и областях и является в настоящее время основным средством межэтнического общения в обширном регионе, включающем различные районы Западной и Центральной Африки. На территории Нигерии хауса распространён как первый язык в северных районах страны, исключая северо-восточную область, как второй язык хауса распространён южнее также в Центральной Нигерии. Численность говорящих — 33,5 млн человек, из них родным он является для 18,5 млн человек (1991). В Нигере, главным образом, на юге страны и повсеместно в городах на хауса говорит 13,02 млн человек, из них родным он является для 8,52 млн человек (2015). Численность носителей хауса в остальных странах: в Бенине (на севере страны, как второй язык) — 800 тыс. человек (2006), в Буркина-Фасо (на востоке страны, как второй язык) — 0,5 тыс. человек (1991), в Камеруне — 23,5 тыс. человек (1982), в Чаде — 100 тыс. человек (1985), в Кот-д'Ивуаре — 121 тыс. человек, в Судане — 80 тыс. человек (2007), в Гане хауса распространён как второй язык на севере страны, данных о численности говорящих на хауса в этой страна нет.

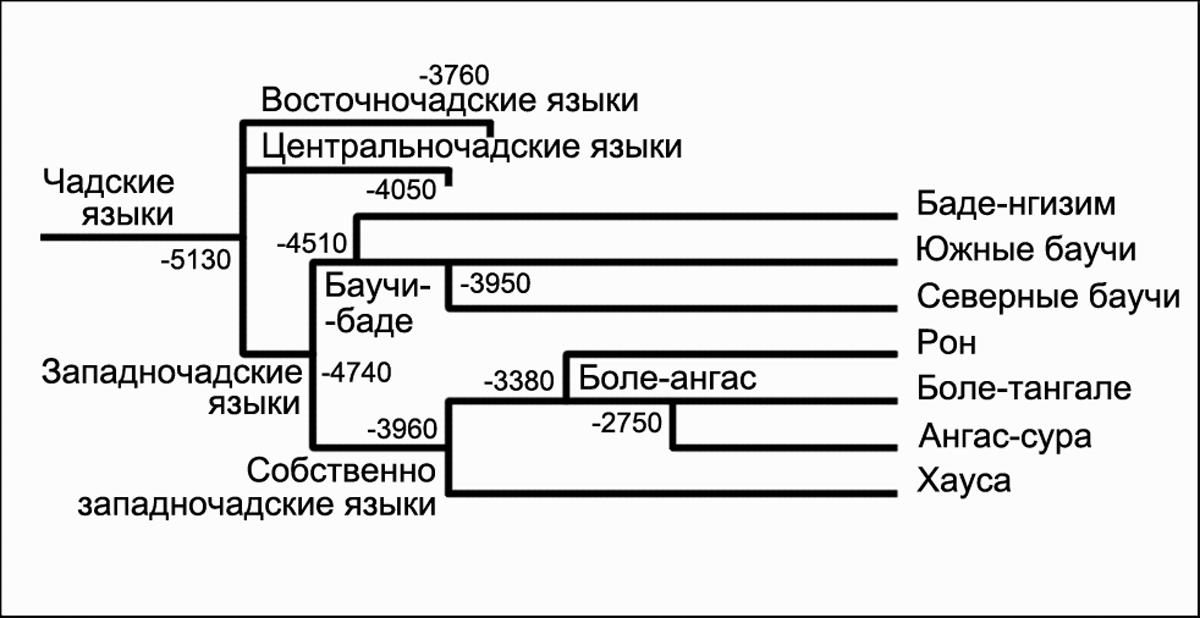
Схема расхождения трёх ветвей чадской семьи языков, включая распад подветвей и групп западночадской ветви

Область распространения языка гвандара размещена в Центральной Нигерии, она включает основную часть ареала, а также два небольших анклава к северо-востоку и один анклав к юго-востоку от основной части. Согласно современному административно-территориальному делению Нигерии, ареал языка гвандара расположен в районах Кеффи, Лафия, Насарава и Акванга штата Насарава, в районах Бвари и Квали Федеральной столичной территории, в районах Суледжа и Гурара штата Нигер, в районе Каура штата Кадуна и в районе Рийом штата Плато. Численность носителей языка гвандара составляет 27 300 человек (2000).

## История
На схеме Г. С. Старостина (2010), которую приводит В. Блажек в своей статье Afro-Asiatic linguistic migrations: linguistic evidence, показано время разделения ветвей, подветвей и групп чадских языков. Согласно этой схеме, опирающейся на данные лексикостатистики, отделение праветви хауса от всего остального собственно западночадского ареала (потомками которого являются языки рон, боле-тангале и ангасские) произошло сравнительно рано — около 3960 г. до н. э. Позднее, в 3380 г. до н. э. стала распадаться праветвь рон-боле-ангас — на две группы рон и боле-ангас, последняя из них разделиалась в 2750 г. до н. э. на языки боле-тангале и ангасские языки.